# Friedrich Wolf
Friedrich Wolf, född 23 december 1888 i Neuwied, Tyska riket, död 5 oktober 1953 i Lehnitz, Oranienburg, Östtyskland, var en tysk läkare och författare.

## Biografi
Friedrich Wolf var vänsterradikal författare av pjäser och romaner. Han var far till fem barn, i sitt andra äktenskap till sönerna Markus och Konrad Wolf. Från 1928 var Wolf aktiv i Tysklands kommunistiska parti.
En samlingsvolym med hans pjäser, Stücke, brändes demonstrativt av nationalsocialister under de omfattande bokbålen runt om i Nazityskland våren och sommaren 1933. Efter det nazistiska maktövertagandet detta år emigrerade han med sin familj, över Österrike, Schweiz och Frankrike till Moskva. Han blev sovjetmedborgare 1941. 1949–1951 tjänstgjorde han som Östtysklands förste ambassadör i Polen.
Av Wolfs skådespel vann judetragedin Professor Mamlock (1934) internationell berömmelse.